# Ray Davies

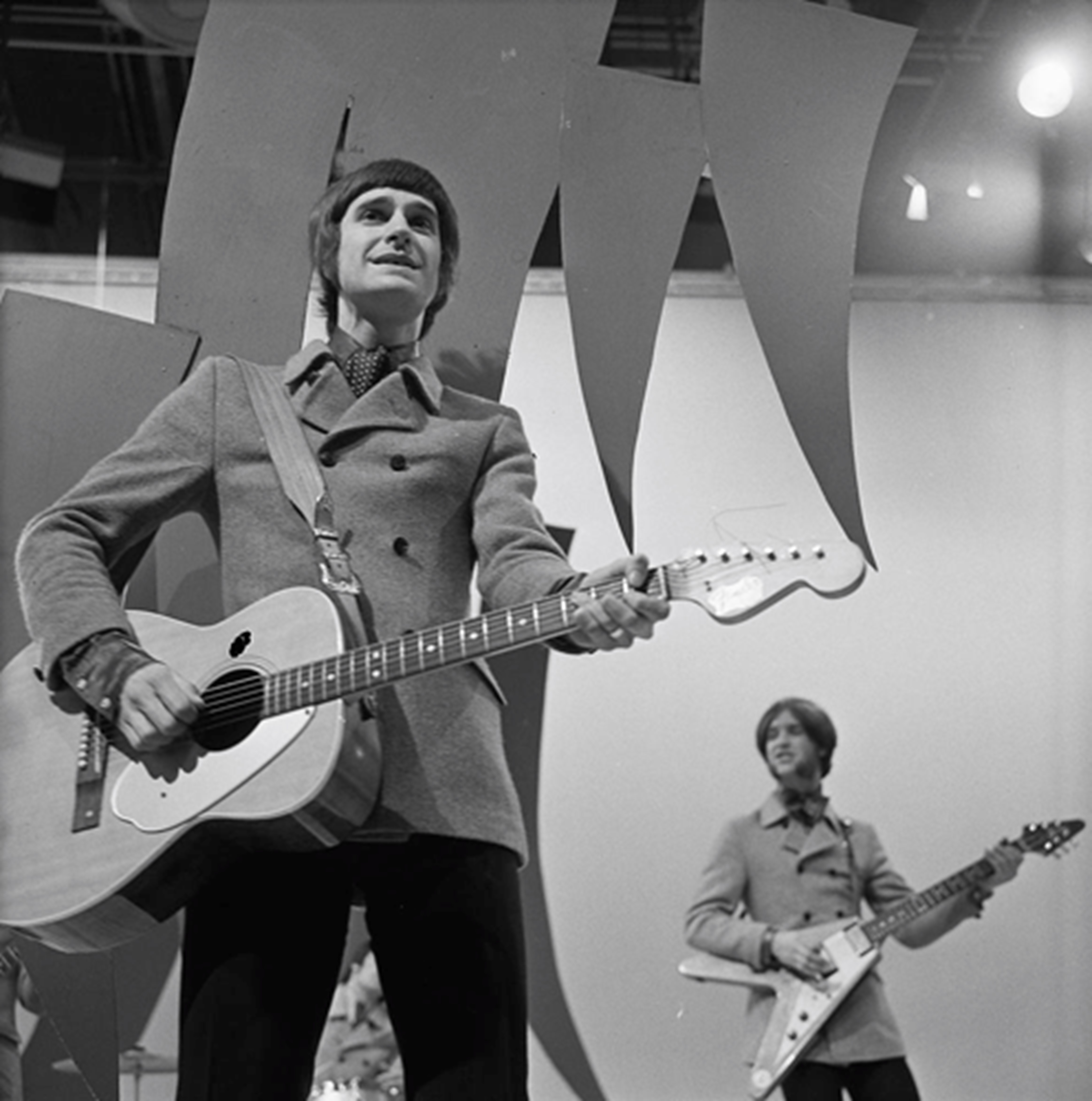
Ray Davies med bror Dave i bakgrunden, med Kinks (nederländsk TV, 1967)

Raymond Douglas "Ray" Davies CBE, född 21 juni 1944 i Fortis Green, Haringey, London, är en brittisk sångare, gitarrist och låtskrivare.
Ray Davies var sångare och frontfigur i rockbandet The Kinks. Han skrev också de flesta av gruppens hitlåtar fram till gruppens uppbrott 1996. Ray Davies släppte sitt första egentliga studioalbum med enbart nyskrivet material, Other People's Lives, så sent som 2006.
2010 var han nominerad till en Grammy i USA för albumet See My Friends. 
Under ett rån i New Orleans (4 januari 2004) blev Ray Davies skjuten i benet.
Ray Davies är bror till Dave Davies, även han medlem av The Kinks.

## Diskografi
Soloalbum
- Return to Waterloo (Album samt TV-film) (1985)
- The Storyteller (huvudsakligen live) (1998)
- Other People's Lives (2006)
- Working Mans Café (2007)
- Americana (2017)
- Our Country: Americana Act II (2018)

Samarbeten
- The Kinks Choral Collection (Ray Davies och Crouch End Festival Chorus) (2009)
- See My Friends (Ray Davies och div. artister) (2010)

Samlingsalbum
- Collected (2009)
- Waterloo Sunset — The Very Best of The Kinks and Ray Davies (2012)